# Рок-н-рольник
«Рок-н-рольник» (англ. RocknRolla) — британська кримінальна комедія Гая Річі 2008 року.

## Сюжет
Російський бандит провертає хитру земельну угоду, залишаючи буквально на поверхні мільйони доларів, які нібито хто завгодно може прийти і забрати. Природно, вся організована злочинність Лондона негайно починає ганятися за грошима, підставляючи й убиваючи один одного.

## У ролях
- Марк Стронг — Арчі.
- Джерард Батлер — Раз-Два.
- Ідріс Ельба — Буркотун.
- Том Вілкінсон — Ленні Коул.
- Карел Роден — російський бізнесмен-олігарх Юрій Омович.
- Драґан Міканович — Віктор.
- Тенді Ньютон — Стелла.
- Тобі Кеббелл — Джонні Квід.
- Том Гарді — Красунчик Боб.
- Кріс Бриджес — Міккі.
- Джеремі Півен — Роман.
- Джемма Артертон — Джун.
- Джеймі Кемпбелл Бовер — Рокер.

## Цікаві факти
- Незвичайний монтаж у сексуальній сцені зроблено тому, що в день зйомок у Джерарда Батлера виявили серйозну інфекцію дихальних шляхів, — і Тенді Ньютон відмовилась цілуватися з ним. Гаю Річі довелося імпровізувати[2].
- Призвісько «раз-два» (англ. one-two) в актора Батлера перекладено з англійської як «швидка втеча» або «готова відповідь»; це призвісько — це також боксовий термін для позначення прийому, який складається з двох ударів: короткий зліва — і зразу ж сильний справа, зазвичай в щелепу.
- Прототипом Джонні Квіда став відомий англійський музикант Піт Доерті, вокаліст групи «Babyshambles».
- Прототипом російського бізнесмена у фільмі є Роман Абрамович, оскільки у фільмі бізнесмен також зацікавлений у футболі (він просить дозвіл на будівництво стадіону). Також слід відзначити стиль одягу і співзвучність прізвищ.